# HD 47054
HD 47054，又名BD-05 1710，SAO 133469、HR 2418，是一颗恒星，视星等为5.52，位于銀經215.89，銀緯-5.67，其B1900.0坐标为赤經6h 31m 39.9s，赤緯-5° -5.67′ 41″。